# Marisa Tomei
Marisa Tomei (født 4. december 1964) er en amerikansk skuespiller kendt fra film som Min fætter Vinny, for hvilken hun vandt en Oscar for bedste kvindelige birolle, samt for In the Bedroom og The Wrestler, for hvilke hun fik yderligere to nomineringer til bedste kvindelige birolle.

## Filmografi i udvalg
- Min fætter Vinny (1992)
- Chaplin (1992)
- Only You (1994)
- What Women Want (2000)
- In the Bedroom (2001)
- The Guru (2002)
- Anger Management (2003)
- Alfie (2004)
- Wild Hogs (2007)
- Before the Devil Knows You're Dead (2007)
- The Wrestler (2008)
- Spider-Man: Homecoming (2017)
- Spider-Man: Far From Home (2019)
- Spider-Man: No Way Home (2021)